# Staffelfelden
Staffelfelden település Franciaországban, Haut-Rhin megyében. Lakosainak száma 4070 fő (2022. január 1.). Staffelfelden Pulversheim, Feldkirch, Bollwiller, Uffholtz, Wittelsheim, Berrwiller és Ungersheim községekkel határos.

## Népesség
A település népessége az elmúlt években az alábbi módon változott:
| Lakosok száma | 3816 | 3911 | 4022 | 3959 | 3945 | 4046 | 4053 | 4061 | 4070 |
|               | 2013 | 2015 | 2016 | 2017 | 2018 | 2019 | 2020 | 2021 | 2022 |